# 함박도
함박도(咸朴島)는 한반도의 서해 북방한계선 북쪽 약 0.7 km에 위치한 조선민주주의인민공화국의 군사통제하에 있는 무인도서이다. 함박(함지박)처럼 생겨서 함박도라는 이름이 붙었다. 대한민국 경기도 강화군(현 인천광역시 강화군)과 조선민주주의인민공화국황해도 연백군(현 황해남도 연안군) 사이의 분쟁 도서이기도 하다.

## 지리
동쪽으로는 대한민국 인천광역시 강화군 서도면 말도와 마주하고 있고 서쪽으로는 연평도와 마주하며 남쪽으로는 강화군 서도면 우도가 마주하고 북쪽은 조선민주주의인민공화국 황해남도 연안군과 마주하고 있는 축구장 3개 크기의 면적 19,971 m2(약 6천 평)으로 북위 37°40'40", 동경 126°01'42"에 있다. 서해 북방한계선(NLL)에서 약 2 km 떨어져 있어 매우 가깝다. 남서쪽으로 서해 5도(백령도·대청도·소청도·연평도·우도) 중 가장 작은 섬인 우도와는 약 8.6 km 떨어져 있어 썰물 때는 갯벌로 연결된다. 

## 역사

### 조선 시대
| Daedongyeojido (Gyujanggak) 12-05.jpg | Daedongyeojido (Gyujanggak) 12-04.jpg |
| Daedongyeojido (Gyujanggak) 13-06.jpg | Daedongyeojido (Gyujanggak) 13-05.jpg |

다양한 지도에서 함박도를 표시하고 있다. 〈동여도〉(1856?)에는 함박도가 함박서(含朴嶼)라는 이름으로 황해도 쪽에 그려져 있다. 〈대동여지도〉(1861)에도 함박도가 경기도 교동부 군계 바깥쪽, 즉 황해도에 속하는 것으로 그려져 있다.
1871년과 1872년에는 전국적으로 군현마다 읍지를 편찬하고 지도를 그리는 작업이 시행되었다. 이 때 그려진 지도를 일명 《1872년 군현지도》 또는 《1872년 지방지도》라 부른다. 함박도와 연접한 지역에서 제작한 〈교동부지도〉(경기도 교동군), 〈강화부전도〉(경기도 강화군), 〈연안지도〉(황해도 연안군), 〈배천군지도〉(황해도 배천군)에는 함박도가 없고, 다만 황해도 해주목 지도인 〈해주용매진지도〉에 대함박(大咸朴)과 소함박(小咸朴)이라는 두 개의 섬이 그려져 있다. 이 지도에는 말도와 모우도(우도)가 그려져 있기는 하나, 강화군에 속한다고 적혀 있다.
한편, 일본의 육지측량부(陸地測量部)에서는 1895년부터 1906년까지 한반도 전역을 지도로 제작하는 작업을 펼쳤으며, 이 때 만들어진 지도를 일명 《구한말 한반도 지형도》라고 부른다. 이 지도 중 함박도 일대가 그려진 도엽은 1895년(메이지 28년)에 측도되어 1911년(메이지 44년)에 인쇄 및 발행되었는데, 이 도엽에는 말도 서쪽에 있는 일련의 도서군이 황해도에 속하는 것으로 그려져 있다.

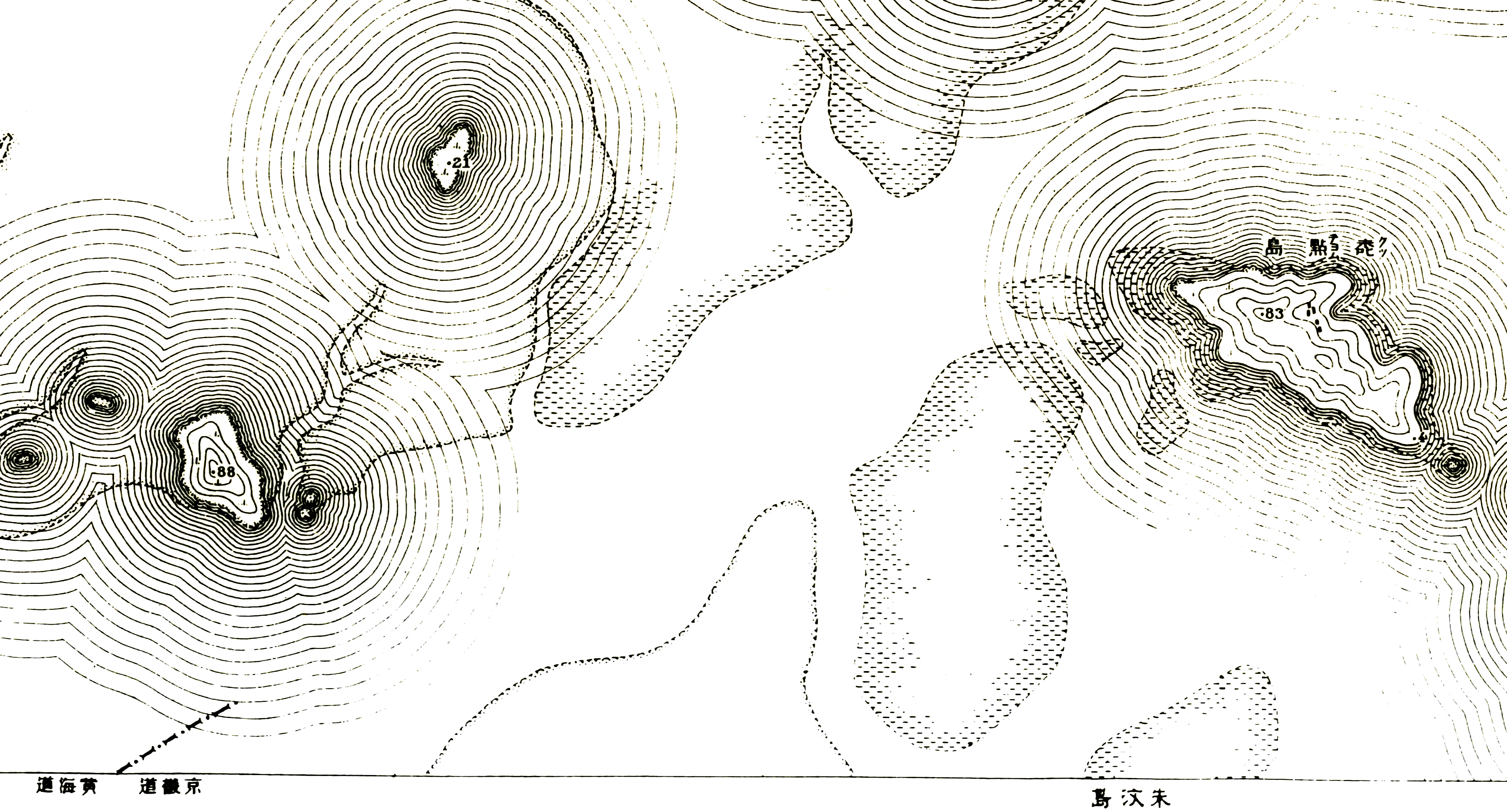
《구한말 한반도 지형도》.

### 일제 강점기
1918년, 우도(말도리 산88, 산90~96)와 그 인근의 비도(말도리 산89)가 경기도 강화군 서도면에 속하는 것으로 지적공부에 등재되었다. 그러나 이 때 함박도가 경기도 강화군 서도면의 지적공부에 등재된 것은 아니다. 일제 강점기인 1918년의 육지측량부 지도에는 함박도가 황해도 쪽에 속하는 것으로 그려져 있다. 그러나 우도와 비도가 등기된 이후 제작된 1934년의 육지측량부 지도에는 함박도를 경기도의 일부로 표시하였다.
일본 육지측량부 지도
- 1918년 제작
- 1934년 제작

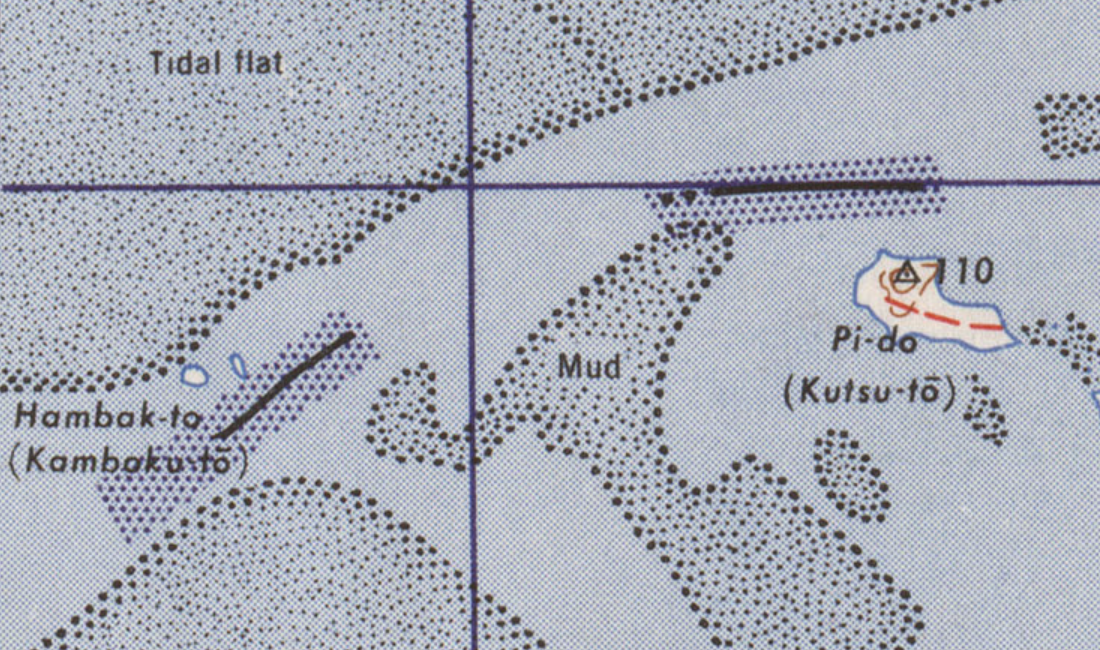
1944년 지도

그 밖의 지도로, 일본이나 조선 외부의 지도인 1944년의 미군 지도에는 황해도에 속하는 것으로 그려져 있다.
한편, 함박도는 어민들이 오래 전부터 갯벌에서 조개잡이 어업을 하던 무인도였다. 1940년 7월 2일의 보도에 의하면 대대로 말도 어민들이 함박도에 출어하였다고 하는데, 1940년에 연백군이 함박도는 연백군 해성면 매정리의 섬이라며 강화군에 출어 제한을 통보하자, 강화군에서는 역사적인 어업과 육지측량부 지도에 의해 강화도 소유라는 입장을 보였다고 한다. 당시 언론들은 강화군의 일부라는 측에 무게를 실어 보도했다.

### 해방 이후
정전협정 제2권 지도편, 1953년, 17페이지
- 1953년 제작된 한국정전협정 제2권 지도편 17페이지 (미국 국립문서기록관리청 데이터 원본)

- 1953년 : 한국 전쟁의 결과로 맺어진 한국 군사정전에 관한 협정 제13항 5목의 '첨부한 지도 제3도'는 함박도를 휴전선 북쪽의 영토로 표시하여 조선민주주의인민공화국의 관할 영토로 표시했다.[11] 이 지도는 1918년에 이미 경기도 강화군 서도면에 속하는 것으로 지적공부에 등재된 우도(말도리 산88, 산90~96)와 그 인근의 비도(말도리 산89)도 황해도로 잘못 표시하였다.[11]

- 한국전쟁 후 함박도의 관할을 놓고 대한민국과 조선민주주의인민공화국이 충돌하였다. 함박도를 강화도에 속한 섬으로 여긴 대한민국의 어민들이 함박도에 출어했다가 납북되는 사건이 있었다. 1965년에도 납북 사건이 일어나자, 이때 대한민국에서는 함박도를 대한민국 영토 내 군사 작전구역으로 인식하여 북측에 항의했다.
- 1978년: 박정희 정부의 미등록도서 지적공부 등록 사업의 일환으로, 함박도가 경기도 강화군 서도면 말도리의 지적공부에 등재되었다(말도리 산97).[17]

- 2004년 12월 : 《인천광역시 도서현황》의 무인도서 목록에서, 함박도는 산림청에서 소유하고 있으며 현재 군부대가 주둔하고 있는 곳이라고 밝혔다.[18]

- 2010년 : 연평도 포격 사건 9일 후인 12월 2일 당시 이명박 정부의 집권당이었던 한나라당 최고위원회에서 정두언 의원이 "우도는 … 북한의 함박도에서 8 km 떨어져 있다."라고 발언하였고[19], 이 발언은 당 대변인실을 통해 공표되었다.[20]
  - 이 이후의 언론 보도 중 함박도를 북한의 섬으로 기술한 것이 있다.[21][22][23]

- 2019년 6월 말 : 주간조선의 뉴스 보도를 통해 함박도의 북쪽 부분에 북한군의 기지가 들어선 사실이 알려졌고, 대한민국 국방부에서는 대한민국 주소지가 부여된 함박도를 조선민주주의인민공화국 도서로 인식하고 있는 사실이 확인되어 논란이 되었다. 함박도에 북한군의 기지가 들어선 시기는 2017년으로 확인되었다.

## 영토 논란
1953년 한국전쟁에 관하여 한국 군사 정전에 관한 협정 체결 직후 클라크 주한 유엔군 사령관이 서해 상에 좌표를 여럿 찍어 북방한계선(NLL)이라는 해상경계선을 설정했다. 한국 군사 정전에 관한 협정 직후 작성된 '첨부지도 제3도'는 "황해도와 경기도의 도계선 북쪽과 서쪽에 있는 모든 섬 중에서 서해5도(백령도·대청도·소청도·연평도·우도)를 제외한 기타 모든 섬들은 조선민주주의인민공화국 인민군 최고사령관과 중국인민지원군사령원의 군사 통제하에 둔다"라고 명시했다.
이후 함박도에서 어업 활동을 하던 대한민국 어민들이 납북되는 사건이 발생했고 대한민국 정부에서는 함박도를 대한민국의 영토로 인식하여 조선민주주의인민공화국에 항의하기도 했다.
조선민주주의인민공화국은 1973년부터 서해5도 주변이 자국의 수역이라고 주장하면서 1977년 7월 1일에 일방적으로 자신들이 획정한 200해리 수역을 확정하고 8월 1일에는 해상 군사분계선을 발표했다. 
대한민국에서는 1978년 '미등록도서 및 비정 위치도서 등록사업 당시 박정희 정부의 내무부가 지방자치단체에 "지적 공부에 미등록 도서를 등록하라"고 지시하자 이 과정에서 무인도로 미등록 상태였던 함박도를 강화군청 소속 도서로 1978년에 최종 등록하여 대한민국 지적 공부에 인천광역시 강화군 서도면 말도리 산97이라는 행정 주소가 부여되었다.
2019년 6월 24일 주간조선에서 〈대한민국 주소지에 북한군 주둔? 서해 NLL ‘함박도’ 미스터리〉 기사를 보도하면서 함박도를 둘러싸고 영토 논란이 불거졌다. 기사의 내용은 '함박도의 공식 주소는 인천광역시 강화군 서도면 말도리 산97 번지인데 이에 대해 국토교통부와 해양수산부는 대한민국의 영토로 인식하며, 국방부는 조선민주주의인민공화국의 영토로 인식하고 있다'는 내용이었다. 이후 주간조선에서 추가 기사를 내며 '함박도가 조선민주주의인민공화국의 영토라는 것은 '1953년 한국 정전협정' 문서에 기록되어 역사적 근거가 있지만 국내에 알려진 정전협정 지도마다 도계선 획정이 각기 다르게 되어 있어 정전협정 문서에 첨부된 지도의 도계선이 맞게 그어진 것인지는 따져볼 필요가 있고, 대한민국에서 함박도를 대한민국의 영토로 등록한 건 1978년이므로 북한의 해상군사분계선에 대한 일방적 발표가 나온 지 딱 1년 뒤인 시점에서 서해 NLL을 부정하기 시작한 북한에 ‘대비’하기 위한 정치적 목적을 가진 대응이 아니냐는 추정을 하기도 했다.  또, 임야대장에 처음 등록된 기록만 있을 뿐, 등록된 사유나 근거가 남아있지 않아 알 수 없는 점'을 지적했고, '2017년 경부터 함박도에 북한군의 시설물이 신축된 것이 드러나 만약 대한민국의 영토가 맞다면, 이는 조선민주주의인민공화국의 무단 점거이며, 만약 조선민주주의인민공화국의 영토가 맞다면, 그동안 이 곳에 주소를 부여한 대한민국 정부의 행정 착오가 문제가 될 것'을 지적했다.
이 내용이 이슈가 되면서 과거 연평도 포격 사건 9일 후인 2010년 12월 2일 당시 여당이었던 한나라당 최고위원회 정두언 의원의 "우도는 … 북한의 함박도에서 8 km 떨어져 있다."라는 언급이 뒤늦게 화제가 되기도 하였다.

2019년 9월 20일 미국의소리(VOA)에 따르면 브룩스 전 한미연합군사령관이 "함박도는 NLL 이남에 위치했다는 것이 맞는 지적"이라고 밝혔다고 보도했는데 이에 대해 브룩스 전 사령관은 보도 당일 오후 유엔사령부를 통해 "함박도는 NLL 북쪽에 있는 게 맞다"는 입장을 전달한 것으로 알려졌다. 그는 "본인이 착각해서 잘못 이야기했을 수도 있고 기자가 잘못 알아들었을 수도 있다"며 미국의소리(VOA) 측에 정정보도를 요청할 방침이라고 밝혔다.
같은 날, 유엔사령부는 함박도가 NLL 북쪽에 위치한 것임을 공식적으로 확인하였다. 이는 유엔사에서 처음으로 밝힌 함박도 관련 입장이다. 대한민국 국방부는 9월 16일부터 국토교통부, 강화군, 민간 전문가 등과 합동 검증팀을 조직하여 함박도의 위치를 조사하였고, 이날 함박도는 NLL 이북 약 700m 지점의 조선민주주의인민공화국 관할 섬이며, 정전협정상 ‘황해도-경기도 도경계선’ 북쪽 약 1km 지점에 위치함을 확인하였다.

## 같이 보기
- 우도 (강화군)
- 북방한계선
- 서해 5도
- 독도
- 이어도